# Polnische Badmintonmeisterschaft 1980
Die Polnische Badmintonmeisterschaft 1980 fand vom 29. bis zum 30. März 1980 in Chrzanów statt. Es war die 16. Austragung der Titelkämpfe. 

## Medaillengewinner
| Disziplin    | Gold                                                                      | Silber                                                               | Bronze |
| ------------ | ------------------------------------------------------------------------- | -------------------------------------------------------------------- | --- |
| Herreneinzel | Zygmunt Skrzypczyński (AZS AWF Wrocław)                                   | Brunon Rduch (Unia Bieruń Stary)                                     | Stanisław Rosko (Polonia Głubczyce) Wiesław Świątczak (Polonia Głubczyce)                                                                     |
| Dameneinzel  | Bożena Wojtkowska (Polonia Głubczyce)                                     | Elżbieta Utecht (AZS AWF Wrocław)                                    | Anna Zyśk (Start Gdynia) Ewa Rusznica (Polonia Głubczyce)                                                                                     |
| Herrendoppel | Janusz Labisko (Bolesław Bukowno) Zygmunt Skrzypczyński (AZS AWF Wrocław) | Brunon Rduch (Unia Bieruń Stary) Norbert Węgrzyn (Unia Bieruń Stary) | Kazimierz Ciuryś (Polonia Głubczyce) Stanisław Rosko (Polonia Głubczyce) Artur Ćmiel (Bolesław Bukowno) Wiesław Świątczak (Polonia Głubczyce) |
| Damendoppel  | Ewa Rusznica (Polonia Głubczyce) Bożena Wojtkowska (Polonia Głubczyce)    | Ewa Zdrojewska (Start Gdynia) Anna Zyśk (Start Gdynia)               | Elżbieta Utecht (AZS AWF Wrocław) Bożena Wiczyńska (AZS AWF Wrocław) Wanda Czamańska (AZS AWF Wrocław) Iwona Nabiałek (Unia Bieruń Stary)     |
| Mixed        | Zygmunt Skrzypczyński (AZS AWF Wrocław) Elżbieta Utecht (AZS AWF Wrocław) | Janusz Labisko (Bolesław Bukowno) Anna Zyśk (Start Gdynia)           | Krzysztof Kruk (AZS AWF Wrocław) Wanda Czamańska (AZS AWF Wrocław) Kazimierz Ciuryś (Polonia Głubczyce) Bożena Wojtkowska (Polonia Głubczyce) |